# خوستو رويز
خوستو رويز (بالإسبانية: Justo Ruiz) هو مدرب كرة قدم ولاعب كرة قدم إسباني في مركز الوسط، ولد في 31 أغسطس 1969 في فيتوريا-غاستيز في إسبانيا. شارك مع منتخب إسبانيا تحت 17 سنة لكرة القدم ومنتخب إسبانيا تحت 18 سنة لكرة القدم ومنتخب إسبانيا تحت 19 سنة لكرة القدم ومنتخب إسبانيا تحت 20 سنة لكرة القدم ومنتخب إسبانيا تحت 21 سنة لكرة القدم ومنتخب إسبانيا تحت 23 سنة لكرة القدم ومنتخب أندورا لكرة القدم. أما مع النوادي، فقد لعب مع أتلتيك بيلباو ب وأتلتيك بيلباو وخيمناستيك طركونة ونادي أونياو دا ماديرا ونادي إيبار.

## وصلات خارجية
- خوستو رويز على موقع الاتحاد الدولي (مؤرشف)  (الإنجليزية)
- خوستو رويز على موقع الاتحاد الأوربي (الإنجليزية)
- خوستو رويز على موقع إي إس بي إن إف سي (الإنجليزية)
- خوستو رويز على موقع قاعدة بيانات كرة القدم.إي يو (الإنجليزية)
- خوستو رويز على موقع ناشيونال فوتبول تيمز (الإنجليزية)
- خوستو رويز على موقع Soccerway.com (الإنجليزية)
- خوستو رويز على موقع عالم كرة القدم.نت (الإنجليزية)